# Pytałowo (stacja kolejowa)
Pytałowo (ros. Пыталово, łot. Pitalova) – stacja kolejowa w miejscowości Pytałowo, w rejonie pytałowskim, w obwodzie pskowskim, w Rosji. Leży na linii dawnej Kolei Warszawsko-Petersburskiej. Jest to rosyjska stacja graniczna na granicy z Łotwą.

## Historia
Stacja Pytałowo powstała w 1872 pomiędzy stacjami Pondery a Żogowo.
W dniach 13–16 stycznia 1920 r. wojska łotewskie pod dowództwem płk. Krišjānisa Berķisa stoczyły bitwę o stację Pytałowo z oddziałami Armii Czerwonej. Był to jeden z epizodów bitwy o Dyneburg i Łatgalię, region Łotwy, który w czasie łotewskiej wojny o niepodległość najdłużej pozostawał pod kontrolą bolszewików. Bitwa ta zakończyła się zwycięstwem sprzymierzonych wojsk łotewsko-polskich.
W latach międzywojennych stacja leżała na Łotwie. Od 1921 nosiła nazwę Jaunlatgale, a następnie od 1938 Abrene (ros. Абрене), która to nazwa utrzymała się aż do 1963, gdy przywrócono pierwotną nazwę (mimo iż miastu Abrene przywrócono nazwę Pytałowo już w 1944). W czasie sowieckiej okupacji Łotwy, mimo iż stacja leżała na terytorium Rosyjskiej FSRR, podlegała Kolei Bałtyckiej (część Kolei Radzieckich). Po odzyskaniu przez Łotwę niepodległości w 1991 i reaktywacji Kolei Łotewskich w tym samym roku, przez kilka miesięcy stacja Pytałowo była zarządzana przez łotewskie przedsiębiorstwo. Zgodnie z podpisaną 25 lutego 1992 (ale obowiązującą od 1 stycznia 1992) umową pomiędzy Ministerstwem Transportu Republiki Łotewskiej a Ministerstwem Transportu Federacji Rosyjskiej stacje leżące po rosyjskiej stronie granicy, w tym Pytałowo, zostały przekazane Kolejom Rosyjskim, które włączyły je do Kolei Październikowej. Umowa ta spotkała się z krytyką części posłów łotewskiego Sejmu.
Dawniej była to stacja węzłowa. Zaczynała się tu linia do Gulbene. Obecnie jest ona nieczynna.

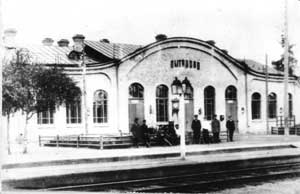
Dworzec kolejowy na początku XX wieku